# Industrias Metalúrgicas y Plásticas Argentina

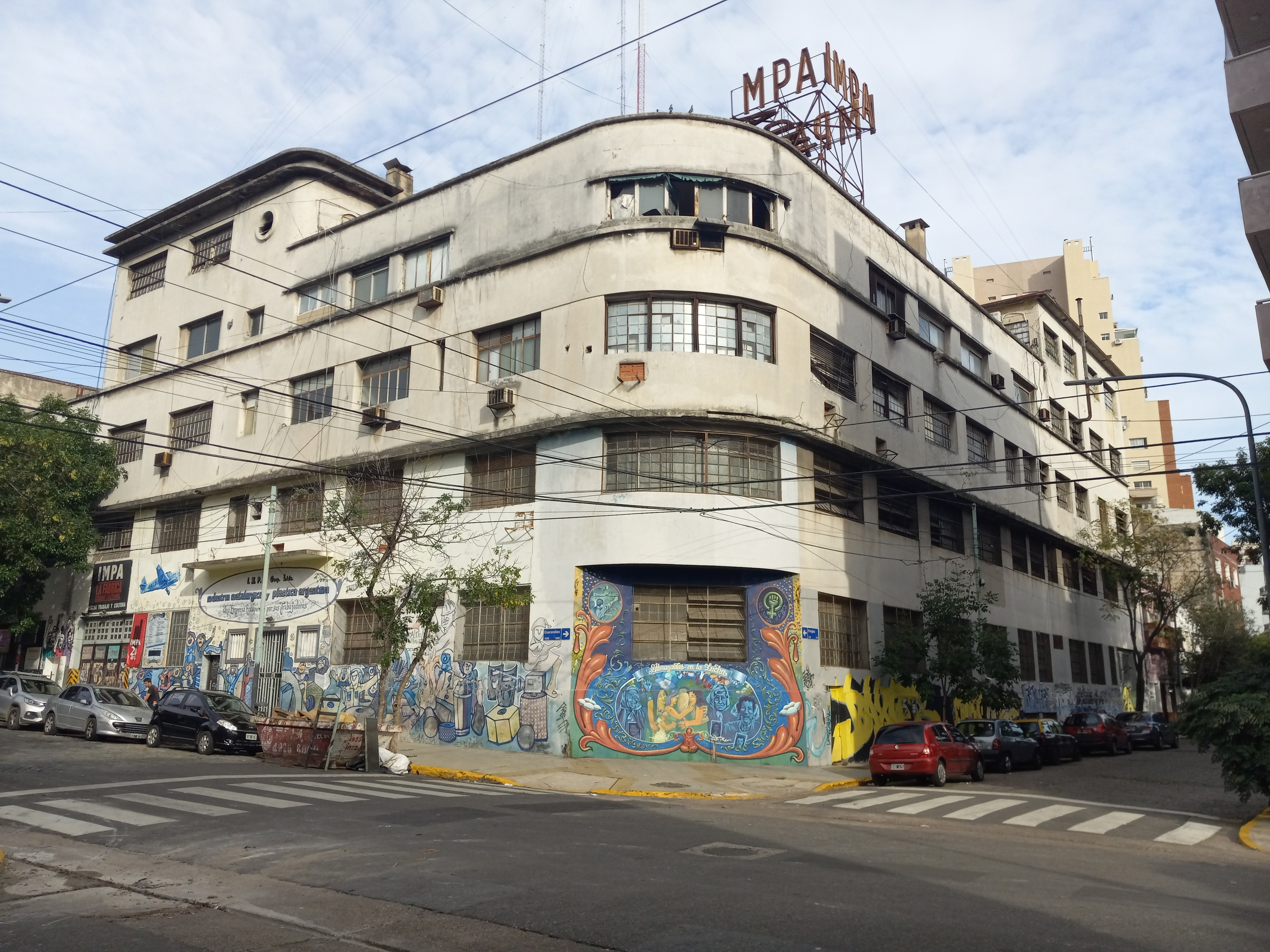
Fachada de la fábrica.

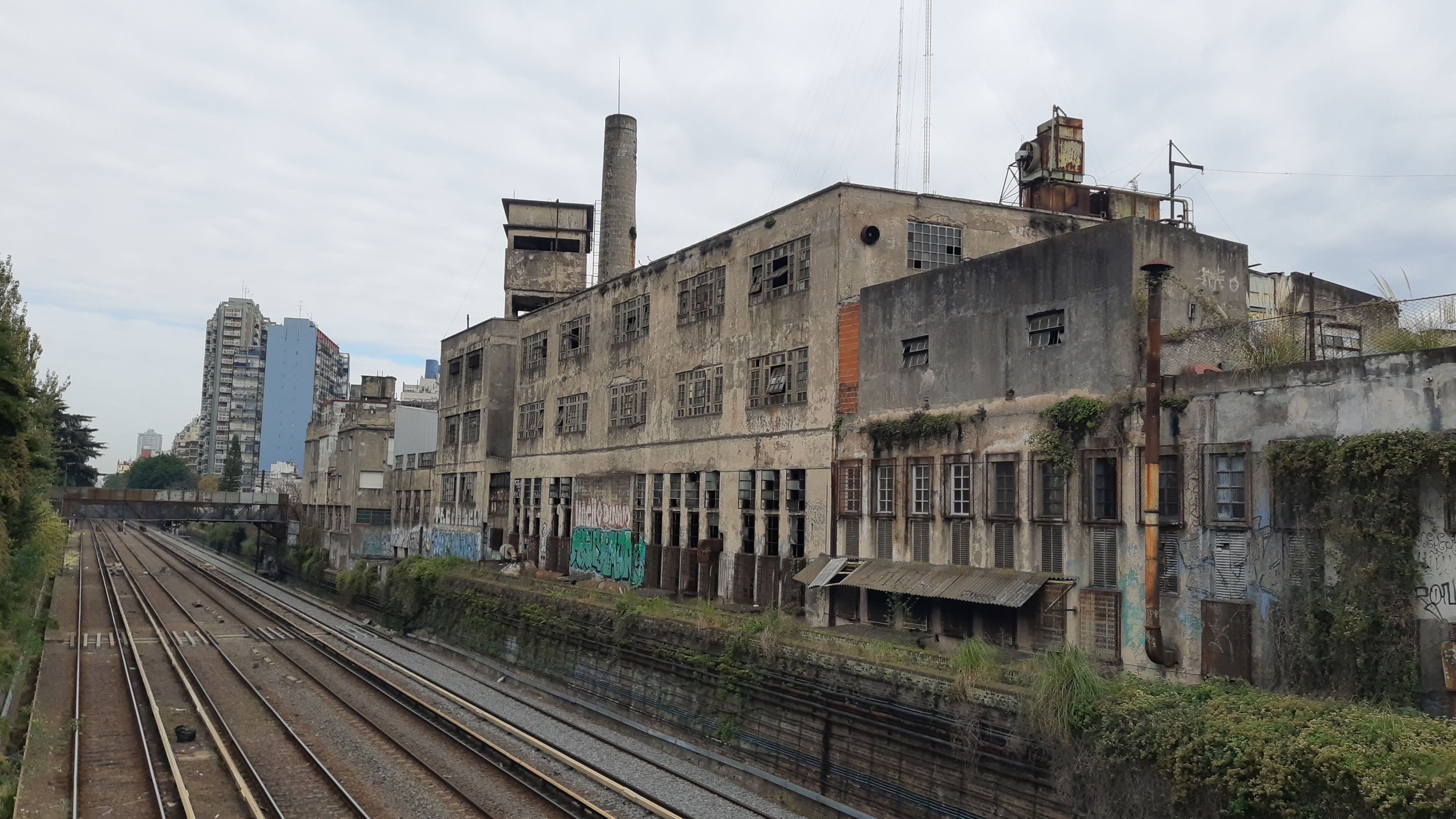
Vista trasera desde las vías de FFRR Sarmiento

IMPA (Industrias Metalúrgicas y Plásticas Argentina) es una fábrica recuperada que se organiza en forma de cooperativa y centro cultural (llamado "La Fábrica, Ciudad Cultural") ubicado en la calle Querandíes 4290, del barrio de Almagro, Buenos Aires. En su sede funciona, además, un Bachillerato Popular al que asisten jóvenes y adultos, cuatro profesorados (de Lengua, Historia, Biología y Matemática), un espacio de salud comunitaria, Radio Semilla y el Museo IMPA, que desde 2010, está dedicado a la investigación y exposición de la historia de la fábrica y de la historia de la industria en la Argentina desde la mirada de los trabajadores. 
Es la segunda fábrica de aluminio del país, tanto en la producción como en la comercialización de este metal en todas sus fases (fundición, laminación, extrusión e impresión). Desde 2009 funciona en sus instalaciones el canal comunitario de televisión Barricada TV.

## Historia
Fue fundada en 1910 por José Mario Sueiro y Roberto Lineau. En 1941 pasó a denominarse IMPA S.A. El gobierno del dictador Edelmiro Farrell la expropió el 1 de junio de 1946 mediante el decreto 15.990/46 y en el año 1950 fue incorporada a la DINIE (Dirección Nacional de Industrias del Estado). En 1961, durante el gobierno de Arturo Frondizi (de 1958 a 1962) fue vendida a sus trabajadores, quienes la convirtieron en una cooperativa. En 1997 fue vaciada y se incrementó su deuda por la última comisión directiva, quien despidió a 140 trabajadores.
En mayo de 1998 los asociados ocuparon la fábrica, nombrando una nueva comisión directiva y recuperando las fuentes de trabajo. A partir de 1999 comenzó a gestarse el centro cultural "La Fábrica Ciudad Cultural".
La fábrica produce actualmente envases, bandejas descartables y otros productos de aluminio.
En el año 2001 fue declarado bien de interés cultural por la Legislatura de la Ciudad de Buenos Aires. En el año 2010 se abrió el Museo IMPA, una exposición mensual que cuenta la historia de la fábrica.